# Laxöringstjärnen, Lappland
Laxöringstjärnen är en sjö i Gällivare kommun i Lappland och ingår i Kalixälvens huvudavrinningsområde.